# Yoda purpurata
A Yoda purpurata egy félgerinchúrosfaj, az Észak-Atlanti-óceánban él. 12–19 cm hosszú, nemének egyetlen faja. Nevét Yodáról, a Csillagok háborúja szereplőjéről kapta.
2012-ben írták le.